# Манделан, Джордж Уильям
Джордж Уильям Манделан (англ. George William Mundelein; 2 июля 1872, Нью-Йорк, США — 2 октября 1939, Манделан, США) — американский кардинал. Титулярный епископ Лоймы и вспомогательный епископ Бруклина с 30 июня 1909 по 9 декабря 1915. Архиепископ Чикаго с 9 декабря 1915 по 2 октября 1939. Кардинал-священник с 24 марта 1924, с титулом церкви Санта-Мария-дель-Пополо  с 27 марта 1924. 